# حمام الزاجل

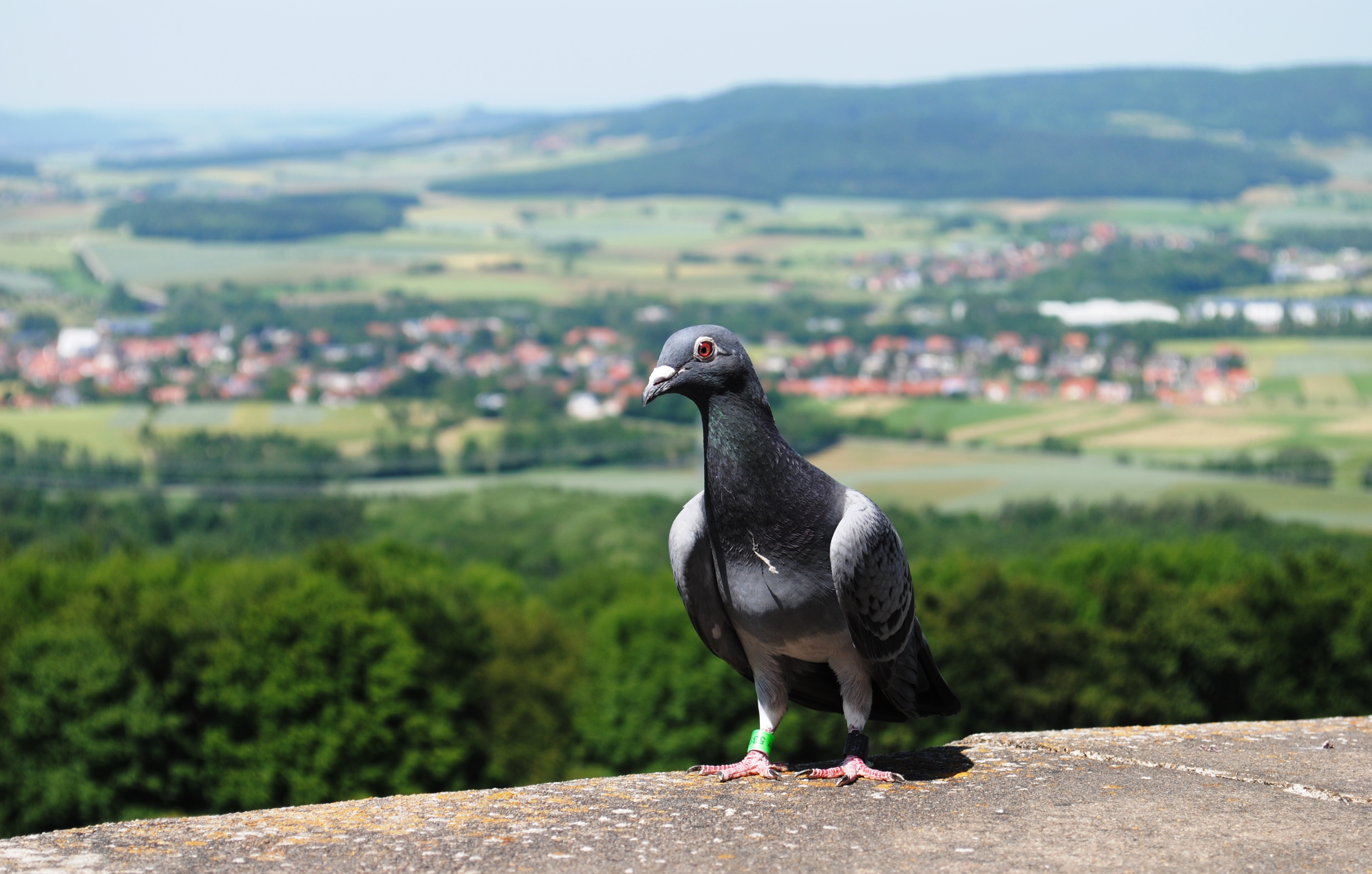
حمام الزاجل ، في شسليتس بألمانيا، 2014

حمام الزاجل

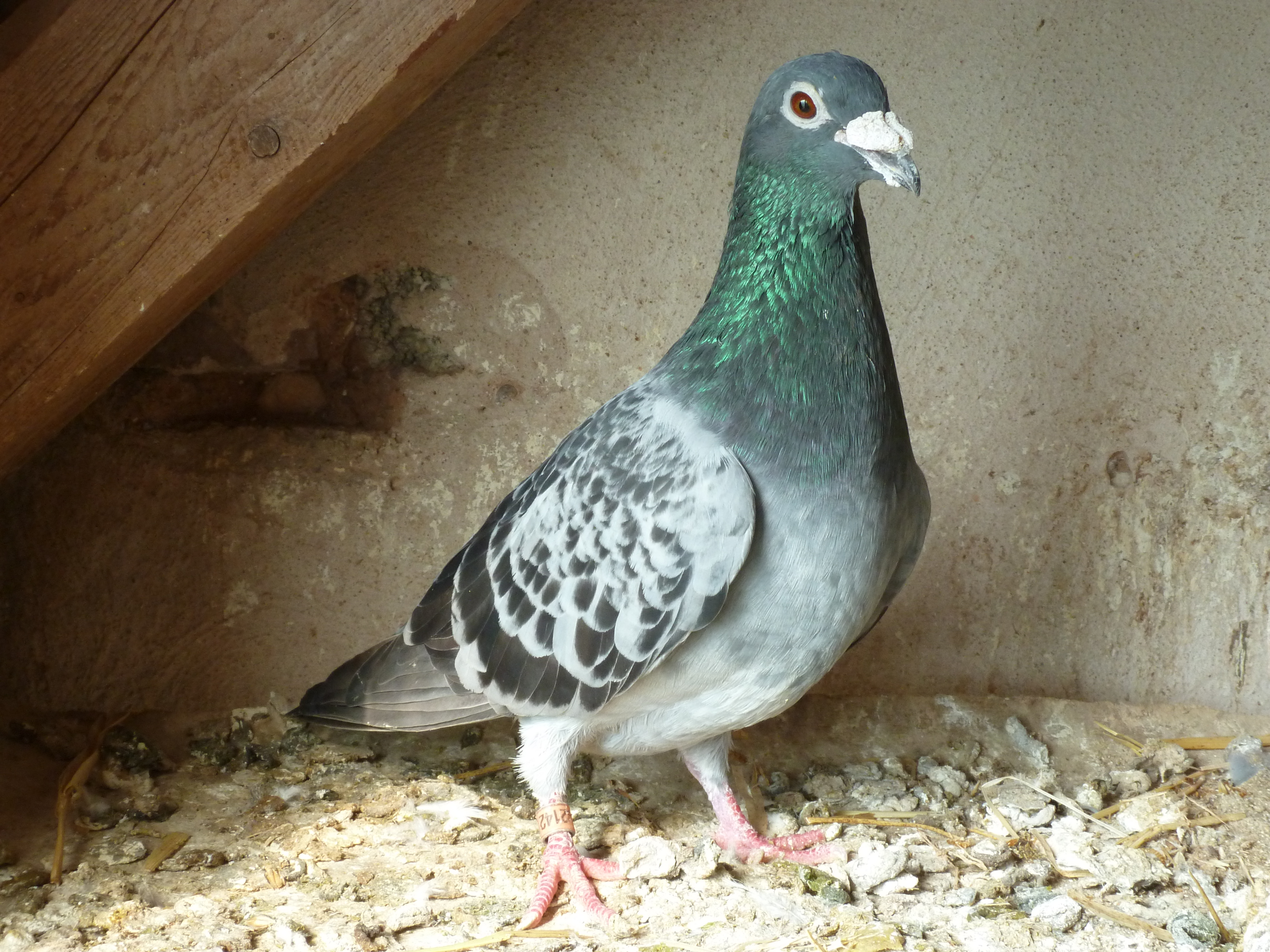
حمام الزاجل في بيته

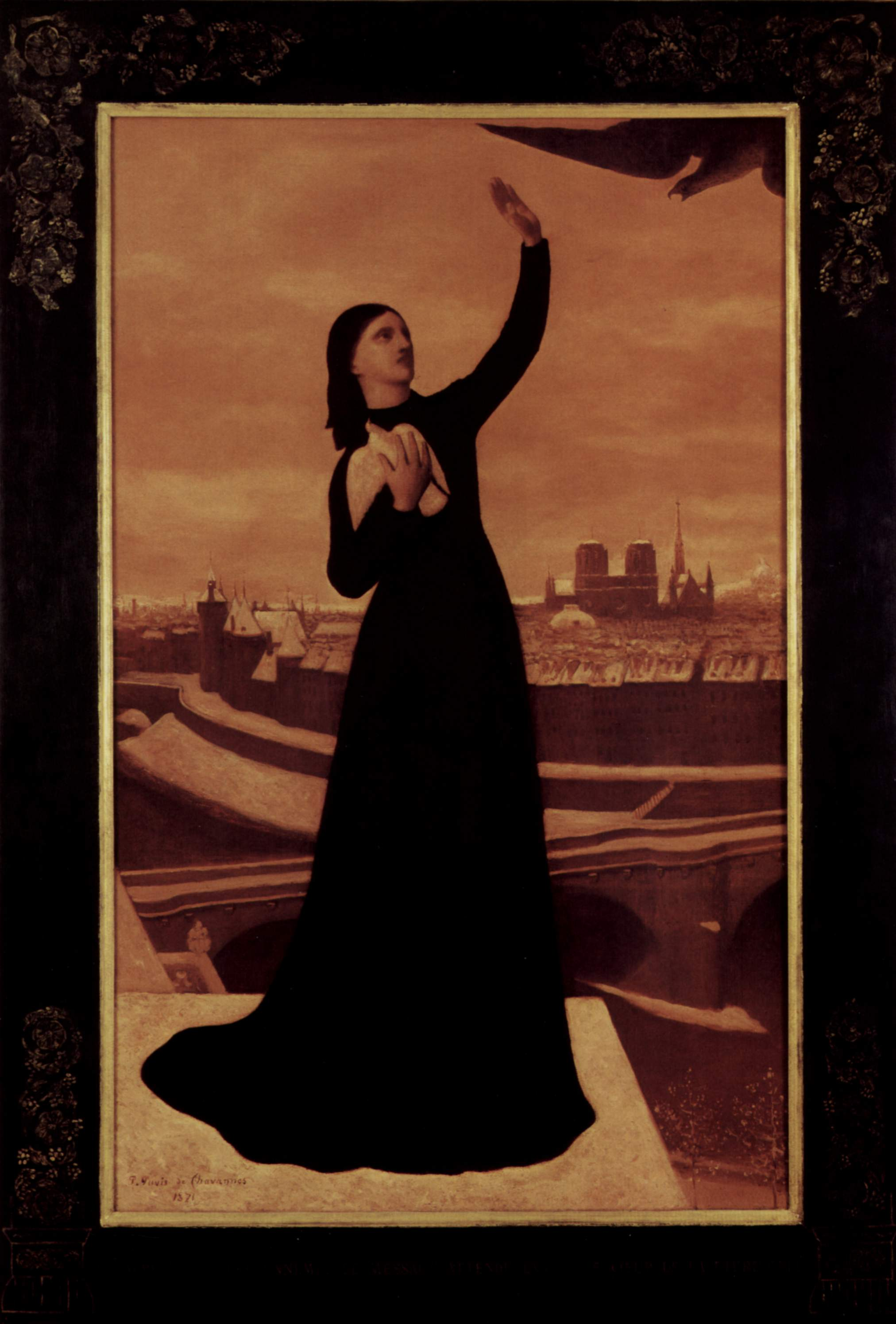
لوحة "حمام الزاجل" للفنان بيير سيسيل بوفيس دي شافان، رسمها عام 1871

حمام الزَّاجِل هو أحد أنواع الحمام الذي كان يستخدم لنقل الرسائل فيما مضى، ويتميز هذا الحمام بعودته دوما إلى موطنه، وبالتالي كان الحمام يحمل الرسائل من بلد إلى آخر، ويربط في قدمه رسالة يحملها عائداً إلى موطنه. وهو حمام من أصول أفريقية. يُسمَّى فن تربية حمام الزاجل وترويضه على العمل المنوط به زَجَالة ومن عمل بها زجَّال.

## التسمية
كثيرٌ من الناس يُطلق على هذا الطائر اسم الحمام الزاجل، فيجعل الزاجلَ صفةً للحمام وهذا خطأ والصحيح هو حمامُ الزَّاجِل (بغير ال التعريف لكلمة الحمام). فالزاجل صفةُ من يزجلُ الحمامَ، أي يرميها من الأبراج ويُرْسَلَهَا على بُعْدٍ، وهي حَمامُ الزاجِلِ والزَّجَّال.

## حمام الزاجل والإنسان
يعد حمام الزاجل سيد الحمام في الدنيا بدون منازع لما لديه من غريزة حب لموطنه والعودة إليه مهما بعدت المسافات الشاسعة التي يقطعها في ايصال الرسائل وما يؤديه من خدمات جليلة في تاريخ الحروب ونقل أخبارها إلى الدول والقرى
وما يزال حمام الزاجل موضع اهتمام علماء الأرصاد للاستفادة من قدرته على توفير النفقات التي تتطلبها الأجهزة الحديثة مثل الأقمار الصناعية والرادارات والطائرات وأجهزة الكشف بالاشعة تحت الحمراء إذ تستطيع حمامة واحدة من حمام الزاجل بجهازها الملاحي الفريد ان ترشد بحاستها التي لا تخطئ إلى الكثير مما تبحث عنه مع توفير الكثير من النفقات التي ترصد لعمل تلك الأجهزة.

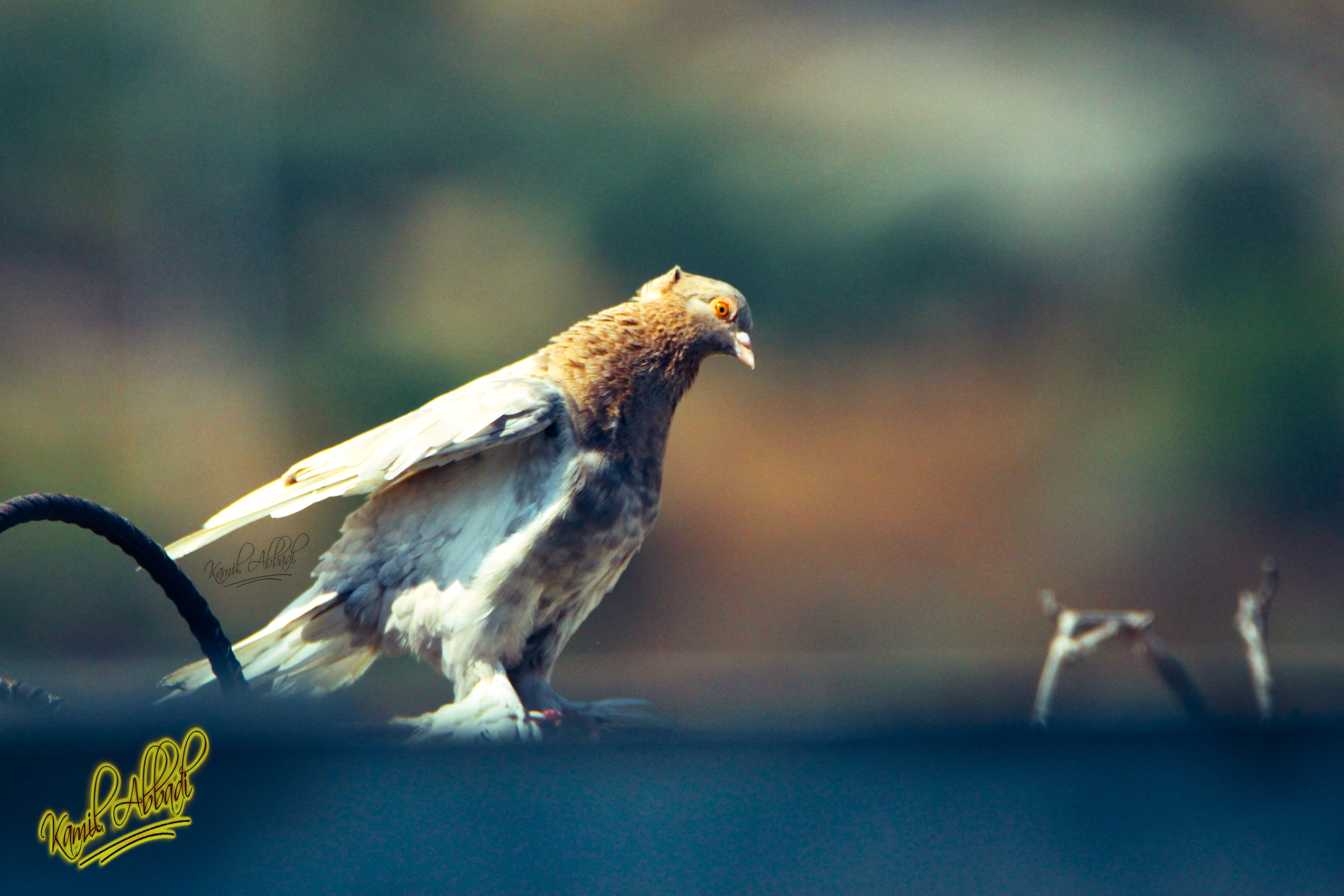
حمام الزاجل في فلسطين قرية دير شرف

وقد استخدم حمام الزاجل لأول مرة في الأغراض الحربية عام 24 قبل الميلاد عندما حاصرت جيوش القائد الروماني «ماركوس أنطونيوس» قوات القائد«بروتس» في مدينة«مودنة» إلا أن أغسطس الثالث كان على اتصال دائم مع بروتس للاطلاع على صموده من الحصار من خلال الرسائل التي كان يرسلها له بواسطة هذا الطائر.

## حمام الزاجل عند العرب
للعرب تاريخ طويل حافل مع حمام الزاجل فهم من أوائل الأمم التي عرفت اهميته وتربيته واهتمت بأنسابه ووضعت الكتب والدراسات في طبائعه وامراضه وعلاجه.. وكان البريد الذي أسسوه يعتمد على الخيل والجمال والبغال وتبادل الإشارات بالنيران والدخان والطبول والمرايا في إرسال الأخبار والمعلومات العسكرية من وإلى مركز الخلافة ومع اتساع رقعة الخلافة الإسلامية وزيادة الحروب والفتوحات إضافة إلى كثرة الفتن الداخلية والقلاقل ومحاولات انفصال الأقاليم عنها.. ومع ازدياد مصادر الثروة وتنوعها وكثرة مؤسسات الدولة ودواوينها أصبح لابد من وسيلة أكثر كفاءة وسرعة لضمان أقصى فاعلية لعمل ديوان البريد الذي يضمن اتصال اطراف الدولة الواسعة ببعضها وربطها بالعاصمة لذلك ادخل الخلفاء العباسيون استخدام حمام الزاجل في البريد لما يمتاز به من السرعة الفائقة والسهولة في إعادة نقله إلى الأماكن التي ستطلقه مرة أخرى إضافة إلى انخفاض كلفة تربيته قياسا بالجياد والإبل ولتكاثره السريع وطيرانه دون حاجته إلى دليل أو مرشد ودقته في الوصول إلى أهدافه وكذلك لجمال شكله والفته حتى تنافسوا في اقتنائه والعناية به وتوسيع دوره وتحسين نسله فأخضعوه إلى مراقبة دقيقة ونظموا له السجلات الخاصة بحركته وخصصوا له المربين يدفعون لهم الاجور العالية لقاء ذلك.
ويروى ان المعتصم "علم بانتصار جيشه على" بابك الخرمي" واسره له عن طريق حمام الزاجل الذي اطلقه قائد الجيش من جهة المعركة إلى دار الخلافة في سامراء.. وقد وصل ثمن الطائر منه في ذلك الوقت إلى 700 دينار وبيعت حمامة منه في خليج القسطنطينية بالف دينار.. لكن الفاطميين تجاوزوا العباسيين باهتمامهم بهذا النوع من الحمام بابتكارهم الوسائل للتغلب على امكانية وقوعه بايدي العدو باستحداث رسائل مرموزة "مشفرة" لا يستطيع العدو التوصل لمعناها.
كان حمام الزاجل يقطع آلاف الأميال يوميا باتجاهات مختلفة في أنحاء الإمبراطورية الإسلامية وساعده في ذلك سلسلة الأبراج التي اقامتها الدولة والتي يبعد الواحد منها عن الآخر حوالي 50 ميلا وكانت مجهزة لاستقبال الحمام واستبداله إذ كانت القوافل الكبيرة تحمل معها اقفاص الحمام وترسل بواسطته الرسائل إلى مراكزها في كل مرحلة من مراحل الرحلة لكي ترشد القوافل الصغيرة التي تسير على نفس الدرب أو تنذرها عند تعرضها إلى الخطر فتطلب النجدة والمعونة من اقرب مركز أو انها كانت تخبر المكان الذي تنوي الوصول إليه بالمواعيد ونوع البضاعة التي تحملها لكي يستقبلها التجار المعنيون بالشراء.
وعن حمام الزاجل احاديث كثيرة.. ففي الحرب العالمية الثانية وعند هجوم الالمان على بلجيكا اصطحب المظليون الحمام خلف خطوط جيوش الحلفاء ثم أطلقوه بعد ذلك مع رسائل عن نتائج عمليات التجسس التي نجحوا في الحصول عليها وفي فرنسا اجريت مؤخرا مناورات اشترك فيها حمام الزاجل في اطار تدريببي على إمكانية زجه في عمليات الاتصال
ولكن لم يصل العلماء إلى الآن إلى حل جذري أو نظرية مثبته عن كيفية معرفة حمام الزاجل موطنه الاصلي ويبقى موضوعا يحير العقول.

## وصلات خارجية
- حمام الزاجل من الموسوعة العربية العالمية
- سيرة حمام الزاجل التاريخية